# Eminem Presents: The Re-Up
Albums de Shady Records
Shady XV
(2014)
Albums d'Eminem
Curtain Call: The Hits
(2005) Relapse
(2009)
Singles
1. You Don't Know
Sortie : 7 novembre 2006
2. Jimmy Crack Corn
Sortie : 6 mars 2007

Eminem Presents: The Re-Up est une mixtape-compilation sortie le 5 décembre 2006 et ayant pour but de promouvoir les nouvelles recrues de l'écurie Shady Records : Stat Quo, Ca$his et Bobby Creekwater.

## Liste des titres
| No  | Titre                                                                 | Musique | Interprète(s)                                             | Durée |
| --- | --------------------------------------------------------------------- | --- | --------------------------------------------------------- | ----- |
| 1.  | Shady Narcotics (Intro) (Produit par Eminem)                          | M. Mathers, L. Resto, S. King                                                                                            | Eminem                                                    | 0:56  |
| 2.  | We're Back (Produit par Eminem, Luis Resto)                           | M. Mathers, L. Resto, O. Trice, S. Benton, A. Rogers, R. Johnson                                                         | Eminem, Obie Trice, Stat Quo, Bobby Creekwater, Cashis    | 3:50  |
| 3.  | Pistol Pistol (Remix) (Produit par Eminem)                            | V. Carlisle, D. Holton, R. Johnson, M. Mathers, O. Moore, D.Porter, O.Trice                                              | Obie Trice                                                | 2:27  |
| 4.  | Murder (Produit par Eminem, Luis Resto)                               | M. Mathers, L. Resto, R. A. Johnson, R. Johnson, V. Carlisle                                                             | Bizarre, Kuniva                                           | 2:10  |
| 5.  | Everything is Shady (Produit par Rikanatti)                           | R. Johnson, R. Parham | Cashis                                                    | 4:23  |
| 6.  | The Re-Up (Produit par Eminem)                                        | M. Mathers, L. Resto, C. Jackson, A. Young, M. Elizondo                                                                  | Eminem, 50 Cent                                           | 2:57  |
| 7.  | You Don't Know (Produit par Eminem, Luis Resto)                       | M. Mathers, C. Jackson, C. Lloyd, R. Johnson, L. Resto                                                                   | Eminem, 50 Cent, Cashis, Lloyd Banks                      | 4:17  |
| 8.  | Jimmy Crack Corn (Produit par Eminem, Luis Resto)                     | M. Mathers, L. Resto, C. Jackson                                                                                         | Eminem and 50 Cent                                        | 3:54  |
| 9.  | Trapped (Produit par Eminem)                                          | M. Mathers, D. Holton | Proof                                                     | 0:58  |
| 10. | Whatever You Want (Produit par Witt and Pep)                          | D. Porter, O. Moore, D. Moore, B. Johnson, D. Campbell                                                                   | Swifty McVay, Mr. Porter                                  | 2:48  |
| 11. | Talkin' All That (Produit par Rikanatti)                              | R. Johnson, R. Parham | Cashis                                                    | 4:05  |
| 12. | By My Side (Produit par Focus...)                                     | S. Benton, B. Edwards, Jr.                                                                                               | Stat Quo                                                  | 4:08  |
| 13. | We Ride for Shady (Produit par The Alchemist)                         | A. Maman, O. Trice, R. Johnson, B. Health, E. Peters, R. Hunter                                                          | Obie Trice and Cashis                                     | 3:09  |
| 14. | There He Is (Produit par The Alchemist)                               | A. Maman, A. Rogers, F. Bungusto                                                                                         | Bobby Creekwater                                          | 4:27  |
| 15. | Tryin' Ta Win (Produit par The Alchemist)                             | A. Maman, S. Benton | Stat Quo                                                  | 3:52  |
| 16. | Smack That (Remix) (Produit par Akon)                                 | M. Mathers, A. Thiam, M. Strange, L. Resto, S. Benton, A. Rogers                                                         | Akon feat. Stat Quo and Bobby Creekwater                  | 5:14  |
| 17. | Public Enemy #1 (Produit par Eminem)                                  | M. Mathers, L. Resto | Eminem                                                    | 1:58  |
| 18. | Get Low (Produit par Dr. Dre, Dawaun Parker)                          | S. Benton, A. Young, D. Parker, M. Elizondo, T. Moore                                                                    | Stat Quo                                                  | 3:20  |
| 19. | Ski Mask Way (Eminem Remix) (Produit par Disco D, Eminem, Luis Resto) | C. Jackson, M. Mathers, L. Resto, D. Shayman, B. Sigler, R. Tyson, S.King                                                | 50 Cent                                                   | 3:03  |
| 20. | Shake That (Remix) (Produit par Eminem, Luis Resto)                   | M. Mathers, L. Resto, S. King, N. Hale, O. Trice, A. Rogers                                                              | Eminem, Nate Dogg, Obie Trice and Bobby Creekwater        | 2:59  |
| 21. | Cry Now (Shady Remix) (Produit par Witt and Pep)                      | O. Trice, D. Moore, B. Johnson, J. Scott, D. Robey, C. Louis, D. Campbell, S. Benton, R. Johnson, V. Carlisle, A. Rogers | Obie Trice, Kuniva, Bobby Creekwater, Cashis and Stat Quo | 5:09  |
| 22. | No Apologies (Produit par Eminem, Luis Resto)                         | M. Mathers, L. Resto | Eminem                                                    | 4:19  |

| 23. | Billion Bucks (Bonus Track) (Produit par L.T. Moe) | S. Benton, T. Moore | Stat Quo | 3:41 |

## Samples
- The Re-Up
  - In da Club de 50 Cent
- Whatever You Want
  - Under Pressure de Nick Ingram
- We Ride for Shady
  - North Face de Bobby Heath, Eric Peters & Robert Hunter
- There He Is
  - Las Tentaciones de Georgia de Fred Bongusto
- Cry Now
  - Blind Man de Bobby Blue Band
- Trapped
  - Oil Can Harry de Proof

## Certifications
| Pays             | Association | Certification | Ventes     |
| ---------------- | ----------- | ------------- | ---------- |
| Australie        | ARIA        | Or            | 35 000     |
| Autriche         | IFPI        | Or            | 35 000     |
| Brésil           | ABPD        | -             | 10 000     |
| Inde             | IMRA        | Platine       | 12 000     |
| Suisse           | IFPI        | Or            | 15 000     |
| Japon            | RIAJ        | -             | 16 451     |
| Suède            | IFPI        | Or            | 30 500     |
| Nouvelle-Zélande | RIANZ       | 2 × Platine   | 30 000     |
| États-Unis       | RIAA        | Platine       | 1 051 508+ |
| Royaume-Uni      | BPI         | Or            | 210 000    |

## Singles
| Année | Single           | Position          | Position                         | Position        | Position |
| Année | Single           | Billboard Hot 100 | Hot R&B/Hip-Hop Singles & Tracks | Rhythmic Top 40 | Pop 100  |
| 2006  | You Don't Know   | #12               | #87                              | #40             | #16      |
| 2007  | Jimmy Crack Corn | #101              | -                                | -               | #77      |